# 小島文隆
小島 文隆（こじま ふみたか、1954年1月16日 - 2015年5月12日）は、日本の雑誌編集者。東京都出身。

## 経歴
1980年（昭和55年）、アスキーに入社。「パソコンベンチャー」のイメージが強い同社において、退社まで一貫して雑誌、ゲーム関連の仕事を手掛ける。
1984年（昭和59年）、『ログイン』編集長に就任。同誌をそれまでのパソコン技術系の誌面からゲームを中心とする娯楽系の誌面へと転換させる。これにより同誌は大きく部数を伸ばし、1988年（昭和63年）にはパソコン雑誌では日本初の月2回刊化を達成する。1986年（昭和61年）には『ファミコン通信』を創刊、初代編集長に就任し現在まで続く同誌の基礎を築いた。1988年には『MSXマガジン』でも編集長を務め、一時は3誌の編集長を兼任していた。1990年（平成2年）までに3誌の編集長職を順次後進に譲り、その後は雑誌・ゲーム部門を統括する第二編集統括本部長、常務取締役として、アスキーの「稼ぎ頭」である部門を率い「天才編集者」とまで呼ばれた。このほか、1989年（平成元年）にはパソコン初心者向けの雑誌『EYE-COM』の創刊にも携わっている。
1996年（平成8年）、アスキー社長の西和彦との意見対立が表面化し、4月20日付で退社する。小島と行動を共にしたメンバーとともに、一時はアスキー復帰に向けた交渉を西と持ったが、結局決裂し、同年7月にアクセラを設立、代表取締役社長に就任する。しかしアクセラは大きなヒット作を生み出すことができず、2000年（平成12年）10月に多額の負債を抱えて倒産した。小島はその後、出版の表舞台に出ることはなかった。
2015年（平成27年）5月、がんのため死去。61歳没。

## 人物
- 大変な酒豪として知られる[8]。酒席では決まって相手を罵倒し始めるが、それでも嫌われることはなく、面白い編集長だと社内外から評価されていた[4]。
- 『ログイン』で広く行われた「おふざけ路線」「編集者の個性を誌面に前面に押し出す」誌風を確立させたのは小島である[8][9]。実際に1ページ丸々小島の写真が載ったこともあった[10]。パソコン雑誌の編集長でありながら「俺はコンピュータは分からない」が口癖であり[4]、技術的なことよりも原稿執筆や編集等、雑誌作りそのものに情熱を燃やすタイプで[4]、そうした態度がこのような誌風へと向かわせたとされる。
- 1996年3月期のアスキーは、経常利益20億円（前期比69.7%増）でアスキー史上最高益をたたき出した[11][12]。その「稼ぎ頭」を率いた小島が西と対立した理由について、当時の報道では「西のワンマン体制に小島が反発した」[2]とする論調が目立ったが、西は後年「興銀傘下のコンサルタント会社から出向でアスキーに来ていた人物が、みんなを焚きつけて造反させた」[13]と述べている（アスキーは日本興業銀行がメインバンクであり、アスキーの社長である西が興銀を表立って批判するわけにはいかなかった）。西のこの見解に立てば、小島の独立は結局この人物に踊らされていただけということになる（独立直後より「（小島らの）経営手腕は未知数」[1]と評されていた）。